# Chalymmota
Chalymmota is een geslacht van schimmels. Het geslacht is nog niet met zekerheid in een familie ingedeeld (Incertae sedis). Het geslacht telt slechts een soort, namelijk: Chalymmota macrocystis.